# Heimtextil

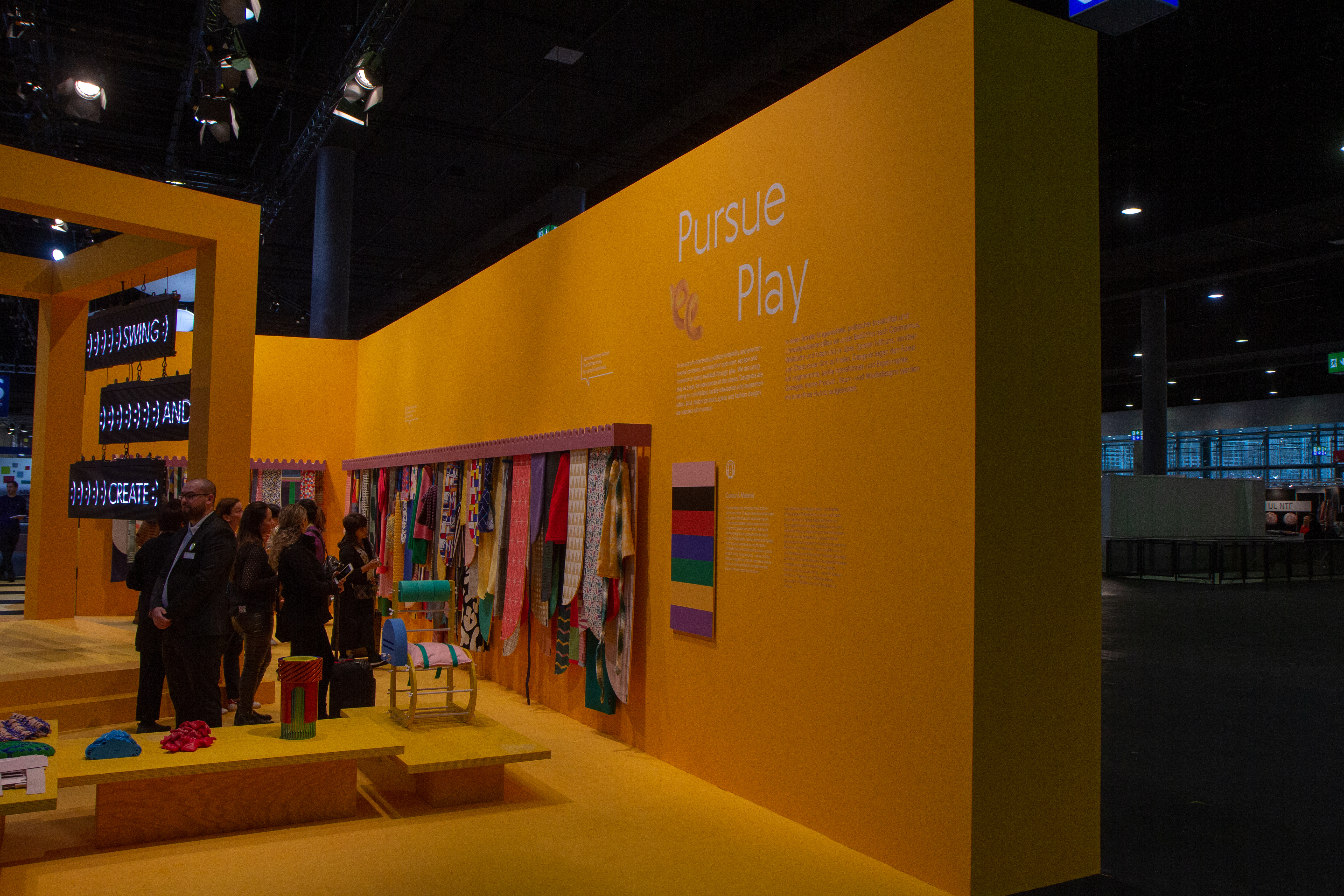
Heimtextil, 2019

Die Heimtextil in Frankfurt am Main ist eine internationale Fachmesse für Heimtextilien. Sie findet jährlich im Januar statt. 2021 trafen laut eigenen Angaben 2.918 Aussteller auf 62.970 Besucher.

Seit 1971 präsentieren internationale Aussteller auf dem Gelände der Messe Frankfurt ihre Produkte aus den Bereichen Bett-, Bad- und Tischtextilien sowie Fenster, Polster, Boden, Wand und Sonnenschutz dem Fachpublikum. Es werden neue Entwicklungen und aktuelle Verbraucherströmungen der Branche präsentiert.

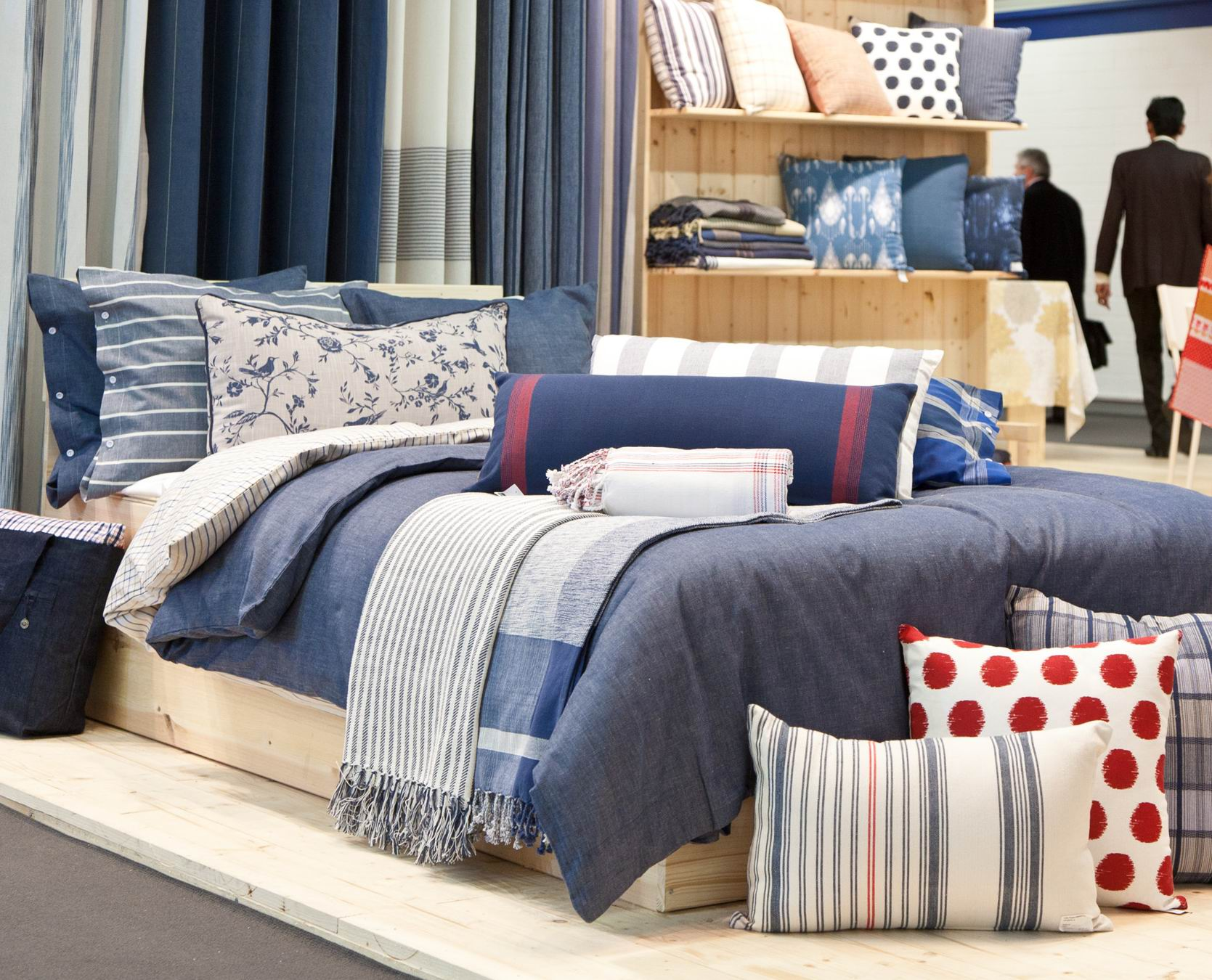
Präsentation der Produktgruppe „Bed“ auf der Heimtextil, 2012

Die Fachmesse wird flankiert von Sonderpräsentationen, Vorträgen, Preisverleihungen und Branchenevents. So stellt die jährliche Trend-Präsentation ein Schwerpunktthema dar. Das Trend-Thema der Heimtextil 2023 war Kreislaufwirtschaft. Die Heimtextiltrends werden von einem Team aus internationalen Designbüros erarbeitet, indem sie jeweils zu Saisonbeginn aus unterschiedlichen Trendströmungen die international einflussreichsten Trend-Themen zusammenstellen. Die Ergebnisse werden in einem Katalog sowie in einer Schau während der Messe präsentiert.

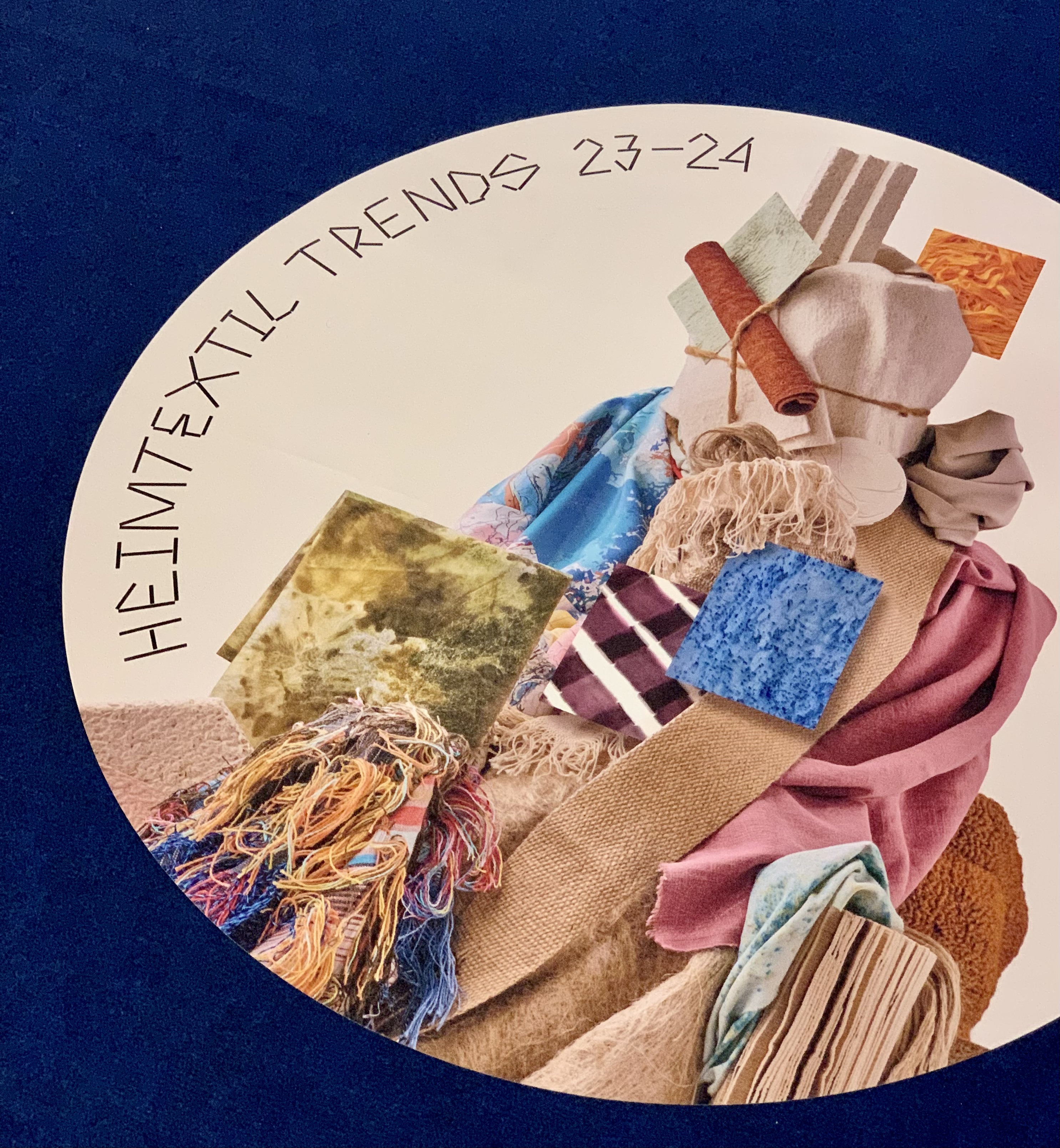
Heimtextil Trends 2023/2024

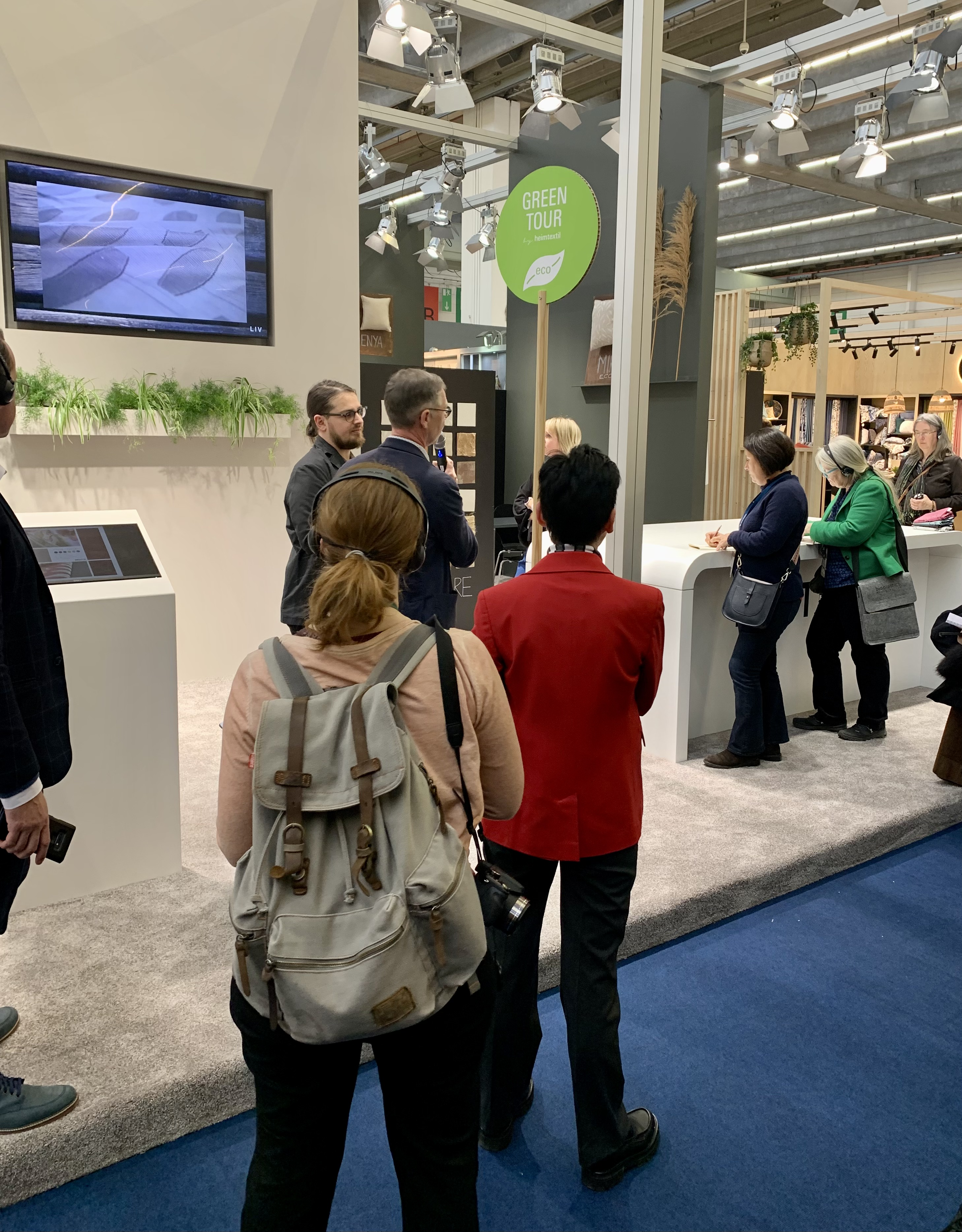
Heimtextil 2023: Green Tour

Das Thema Nachhaltigkeit spielt eine immer größere Rolle auf der Heimtextil. Messestände von Ausstellern mit nachhaltigen Produkten werden besonders hervorgehoben. Darüber hinaus werden Green Tours und Talks im eigens eingerichteten Areal "Green Village" organisiert.

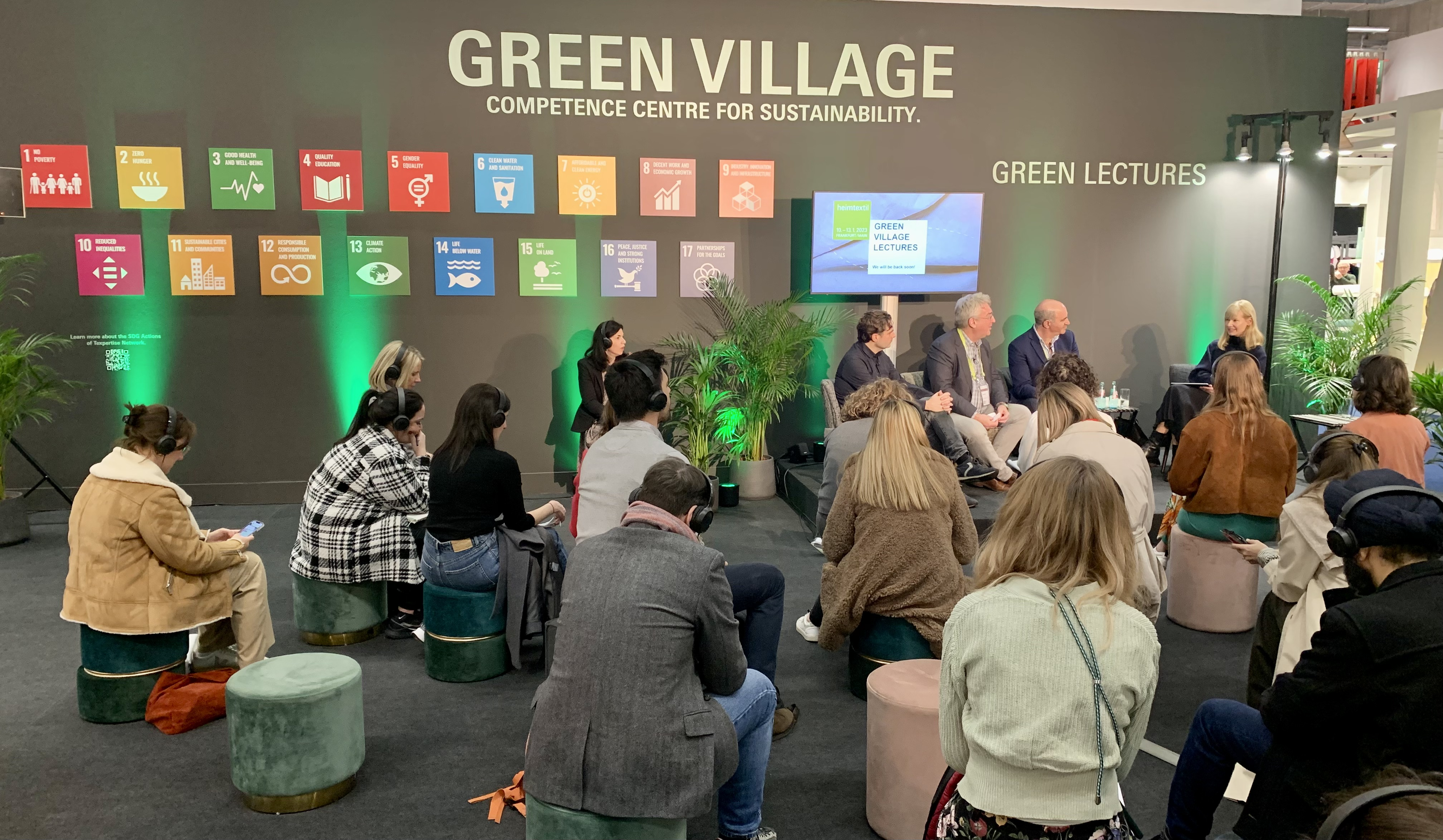
Heimtextil 2023: Talk im Green Village

## Texpertise Network
Neben der Heimtextil in Frankfurt am Main veranstaltet die Messe Frankfurt weltweit weitere Messen für Wohntextilien, darunter Interior Lifestyle / Heimtextil Japan in Tokio, Home Textiles Sourcing in New York City, Intertextile Shanghai Home Textiles in Shanghai und die Heimtextil Colombia.
Alle 54 Textilmessen, die die Messe Frankfurt weltweit durchführt, hat sie als Texpertise Network zusammengefasst. Neben Wohntextilien decken die Messen die Sparten Bekleidung, technische Textilien und Textilpflege ab.